# Gemeiner Wasserläufer
Der Gemeine Wasserläufer (Gerris lacustris) ist eine Wanze aus der Familie der Wasserläufer (Gerridae). Die schnell über Wasseroberflächen gleitenden Wanzen sind in Europa weit verbreitet und häufig.

## Merkmale
Die Wanzen erreichen Körperlängen zwischen 8 und 10 Millimetern. Die Schenkel (Femur) der weit vorn am ersten Brustsegment ansetzenden Vorderbeine sind gelblich und mit zwei schwarzen Längsstreifen versehen. Sie dienen vor allem der Erfassung der Beute. Wie bei allen Arten der Gattung sind das mittlere und das hintere Beinpaar im Vergleich zum vorderen, das darüber hinaus abgewinkelt ist, stark verlängert. Diese beiden Beinpaare werden kreuzförmig vom Körper ausgebreitet. Die mittleren Beine werden simultan bewegt, die Hinterbeine dienen der Steuerung. Körper und Beine sind mit einem äußerst dichten Filz aus wasserabstoßenden Haaren bedeckt. Der Halsschild (Pronotum) trägt seitlich  im Gegensatz zu anderen Arten der Gattung einen durchgehenden gelblichen Seitenstreifen und der mediane Längskiel ist im hinteren Abschnitt sehr deutlich. Die Flügel der Individuen sind sehr unterschiedlich ausgebildet. Es gibt sämtliche Abstufungen von langflügeligen und flugfähigen bis hin zu flügellosen und flugunfähigen Formen. Dabei treten langflügelige Tiere vor allem in der Herbstgeneration auf, bei den Individuen der Sommergeneration sind die Flügel stark verkürzt oder gänzlich reduziert. Die Art ist von anderen Vertretern der Gattung Gerris nur schwer zu unterscheiden.

## Vorkommen
Die Tiere kommen in ganz Europa und Nordafrika, östlich bis nach Sibirien und China vor. Sie sind in Mitteleuropa weit verbreitet und häufig und kommen in den Alpen bis in eine Höhe von etwa 1.500 Metern vor. Man findet sie auf nahezu allen Stillgewässertypen mittlerer bis kleinster Größe. Dabei ist die Trophie und der Pflanzenbewuchs des Gewässers nicht von Bedeutung. Langsam fließende Gewässer, solche mit niedrigem pH-Wert und leicht saline Gewässer werden ebenfalls besiedelt.

## Lebensweise
Der Gemeine Wasserläufer kann mit sämtlichen anderen Arten der Gattung gemeinschaftlich auf Gewässern auftreten. Ein dichter, lufthaltiger Haarfilz an der Körperunterseite verhindert die Benetzung mit Wasser und ermöglicht die Fortbewegung auf dem Wasser mit Hilfe der Oberflächenspannung. Die Tiere bewegen sich ruckartig gleitend, können aber auch weite Sprünge machen. Sie ernähren sich ausschließlich räuberisch von lebenden oder toten, ins Wasser gefallenen Insekten, die mit den kurzen Vorderbeinen ergriffen und anschließend mit dem Saugrüssel ausgesaugt werden. Pro Jahr werden zwei Generationen ausgebildet. Die Imagines, die ab Mitte Juli ausgewachsen sind, legen eine Diapause ein und überwintern oft weit entfernt von ihren Wohngewässern an Land in der Bodenstreu, unter Rinde oder Steinen. Erst im Frühjahr des nächsten Jahres erfolgt die Paarung. Die Eier werden über mehrere Monate verteilt einzeln oder in Reihen dicht unter der Wasseroberfläche mit einem gallertigen Sekret an Pflanzen und Ähnliches angeheftet.